# 2012-es PTT Pattaya Open
A 2012-es PTT Pattaya Open női tenisztornát a thaiföldi Pattajában rendezték meg 2012. február 5. és február 12. között. A torna International kategóriájú volt, összdíjazása 220 000 dollárt tett ki. A mérkőzéseket szabadtéri kemény pályákon játszották, 2012-ben huszonegyedik alkalommal. A főtáblán harminckét játékos lépett pályára, a selejtezőben tizenhat. A párosoknál tizenhat pár indult el.

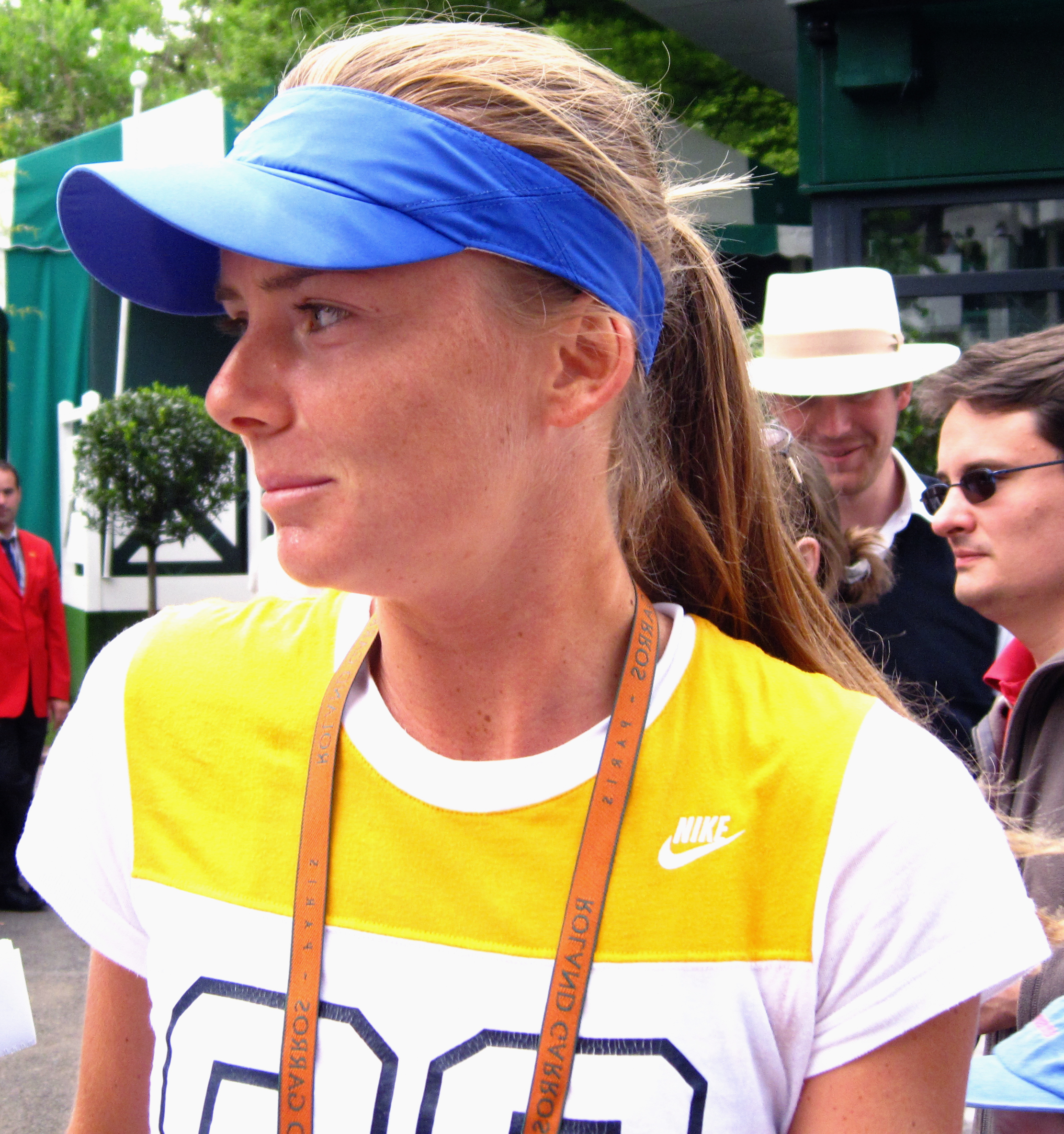
Daniela Hantuchová másodzsor nyerte meg a pattajai versenyt

## Győztesek
Egyéniben a győzelmet a címvédő Daniela Hantuchová szerezte meg, miután a fináléban 6–7(4), 6–3, 6–3-re legyőzte az orosz Marija Kirilenkót. Hantuchovának ez volt pályafutása ötödik WTA-győzelme egyéniben, korábban kétszer diadalmaskodott Indian Wellsben (2002, 2007), egyszer Linzben (2007), illetve legutóbb 2011-ben Pattajában. Kirilenko tizedszer játszott döntőt, s ötödször hagyta el vesztesen a pályát.
A párosok versenyét az indiai Szánija Mirza és az ausztrál színekben versenyző Anastasia Rodionova párosa nyerte meg, a fináléban 3–6, 6–1, [10–8] arányban legyőzve a kínai testvérpárost, Csan Hao-csinget és Csan Jung-zsant. Mirzának és Rodionovának ez volt az első közös győzelmük, összességében az előbbi játékos a tizenharmadik, utóbbi pedig negyedik páros címét szerezte meg.

## Döntők

### Egyéni
Daniela Hantuchová –  Marija Kirilenko 6–7(4), 6–3, 6–3

### Páros
Szánija Mirza /  Anastasia Rodionova –  Csan Hao-csing /  Csan Jung-zsan 3–6, 6–1, [10–8]

## Világranglistapontok és pénzdíjazás

### Pontok
| Eredmény           | Egyéni | Páros |
| ------------------ | ------ | ----- |
| Győzelem           | 280    | 280   |
| Döntő              | 200    | 200   |
| Elődöntő           | 130    | 130   |
| Negyeddöntő        | 70     | 70    |
| 16 között          | 30     | 1     |
| 32 között          | 1      | –     |
| Főtáblára jutás    | 10     | –     |
| Selejtező (döntő)  | 6      | –     |
| Selejtező (1. kör) | 1      | –     |

### Pénzdíjazás
A torna összdíjazása a többi International versenyhez hasonlóan 220 000 amerikai dollár volt. Az egyéni bajnok 37 000 dollárt, a győztes páros együttesen 11 000 dollárt kapott.
| Eredmény           | Egyéni   | Páros    |
| ------------------ | -------- | -------- |
| Győzelem           | 37 000 $ | 11 000 $ |
| Döntő              | 19 100 $ | 5750 $   |
| Elődöntő           | 10 400 $ | 3100 $   |
| Negyeddöntő        | 5625 $   | 1650 $   |
| 16 között          | 3100 $   | 860 $    |
| 32 között          | 1825 $   | –        |
| Selejtező (döntő)  | 850 $    | –        |
| Selejtező (1. kör) | 440 $    | –        |